# Lisa Zi Xiang
Lisa Zi Xiang (Pequín, 1987) també coneguda com Xiang Zi (相梓) és una cineasta xinesa especialment coneguda per la pel·lícula A Dog Barking at the Moon, traduïble com «Un gos bordant a la lluna», estrenada al 2019 que planteja el tabú de l'homosexualitat a la Xina. Des de 2018 resideix a Barcelona.

## Trajectòria
Graduada en economia en la Universitat Forestal de Pequín. Més tard va estudiar cinema a Nova York. A Nova York va conèixer la seva parella, el director de fotografia José Val Bal. Tots dos es van traslladar a Espanya on van treballar en documentals i curtmetratges. Al 2016 funda la productora Acorn Studio.
Al 2017 comença a treballar en una webserie a la Xina, el projecte però no va arribar a bon port i aquell mateix any decideix escriure un guió per una pel·lícula a produir a través de Acorn Studio. El guió va acabar sent A Dog Barking at the Moon, pel·lícula amb molts tocs personals com el fet que la mare protagonista formi part d'una secta, cosa que a Xiang Zi li va passar, sent de fet introduïda també en la secta quan ella tenia 10 anys.
La pel·lícula va ser rodada en 18 dies amb capital privat. Per evitar la censura xinesa la postproducció de la pel·lícula es va fer íntegrament a Espanya i es va estrenar en el Festival Internacional de cinema de Berlín.

## Vida personal
Xiang Zi està casada amb el productor i director de fotografia espanyol José Val Bal, del El Puerto de Santa María. Tenen dues filles. Resideixen des de 2018 a Barcelona. També domina amb fluïdesa l'anglès.

## Filmografia

### Documentals
- Celuloide (2017), productora.
- A Stone and an Otter (no estrenada), productora.

### Ficció
- A Dog Barking at the Moon (2019) directora, guionista, productora i editora.
- Ombligo (2021), productora.[11]